# Circuit de Spa-Francorchamps
Circuit de Spa-Francorchamps er et motorsportsanlæg i Ardennerne i Belgien. Det er beliggende i trekanten mellem kommunen Stavelot, og byerne Spa og Malmedy i Vallonien, 20 km fra den belgiske-tyske grænse i Monschau. Start og målområdet på banen ligger nær landsbyen Francorchamps, hvoraf navnet til banen kommer fra.
Den oprindelige bane er fra 1920. Den nuværende blev bygget i 1979, og omfatter også dele af den oprindelige bane.
Siden 1950 er Belgiens Grand Prix i Formel 1-serien, med få undtagelser, blevet kørt på banen.